# Cadprofi
CADprofi (ranije poznat kao CP sustav) je CAD aplikacija koju je razvio CADprofi s.c. i koristi se kao proširenje za neke CAD programe kao što su: AutoCAD, Bricscad, GstarCAD, progeCAD, ZWCAD, IntelliCAD i drugi. 
Program ubrzava izradu CAD crteža, a ima i dodatne funkcije koje nedostaju u općim CAD programima. Prva verzija programa CADprofi napravljena je 2001. godine. 2021. program je bio dostupan na 24 jezika i koristilo ga je više od 150.000 korisnika širom svijeta.

## Dostupni moduli
CADprofi Architectural - arhitektonski modul može se koristiti za izradu tlocrta, presjeka i fasada. Dostupne funkcije omogućuju crtanje jednoslojnih i višeslojnih zidova, arhitektonsko dimenzioniranje i brzo uređivanje detalja i parametara crteža. Modul sadrži opsežnu biblioteku prozora, vrata i ostalog namještaja. Za izradu evakuacijskih i sigurnosnih planova dostupne su posebne naredbe i simboli. 
CADprofi Electrical - modul može se koristiti za projektiranje različitih sustava, npr. električni, upravljački, regulacijski, komunikacijski i slični sustavi. Softver sadrži nekoliko tisuća simbola utemeljenih na standardima elektrotehnike, kao i svjetla, prekidače, mjerne uređaje i još puno toga.
CADprofi HVAC & Piping - modul HVAC & Piping sadrži opsežnu objektnu biblioteku za projektno planiranje sustava u različitim područjima grijanja, ventilacije, klimatizacije, sanitarni sustavi, izgradnja cjevovoda, plina, medicine, protupožarna zaštita i rashladni sustavi kao i druge vrste tehnoloških sustava
CADprofi Mechanical  Arhivirana inačica izvorne stranice od 14. srpnja 2020. (Wayback Machine) - mehanički modul sadrži veliki broj standardnih dijelova, okova i drugih proizvoda od željeza i čelika, temeljenih na nacionalnim i međunarodnim standardima. Knjižnica dijelova uključuje: vijke, matice, igle, zakovice, klinove, ležajeve, čelične i aluminijske profile, kao i dijelove za oblikovanje izmjenjivača topline.
CP-Proizvođači - knjižnice proizvoda vodećih proizvođača.

## Verzije softwarea
- CP-System (2003 – 2008)
- CADprofi (2010 - 2021)

CADprofi zahtjeva Windows 7 (32/64 bit), Windows 8, Windows 10.

## Vanjske poveznice
- CADprofi Homepage
- CADprofi Hrvatska  Arhivirana inačica izvorne stranice od 16. srpnja 2020. (Wayback Machine)

## Poveznice
1. ↑  Anzahl aktivierter Lizenzen [EN]. Pristupljeno 12. svibnja 2012.
2. ↑  CAD & GIS magazine 02/2011 page 18
3. ↑  Referenzen CADprofi. Pristupljeno 12. svibnja 2012.
4. ↑  GstarCad Hrvatska. CADprofi HVAC & Piping. Pristupljeno 26. svibnja 2020. journal zahtijeva |journal= (pomoć); |url-status=dead zahtijeva |archive-url= (pomoć)
5. ↑  CP-Manufacturers [EN]. Pristupljeno 26. svibnja 2020. Nepoznati parametar |offline= zanemaren (prijedlog zamjene: |url-status=) (pomoć); Nepoznati parametar |archivebot= zanemaren (pomoć)